# Kľušov
Kľušov (in ungherese Kolossó, on tedesco Schönwald o Siebenwald) è un comune della Slovacchia facente parte del distretto di Bardejov, nella regione di Prešov.

## Storia
Il villaggio viene citato per la prima volta nel 1330 (con il nome di Schenwaldt) come importante sede parrocchiale e località in cui si amministrava la giustizia secondo il diritto germanico  essendo i suoi fondatori coloni tedeschi. All'epoca apparteneva alla Signoria di Kobyly. Nel XV secolo passò ai Perény. Nel XVI secolo appartenne ai Szapolyai e ai Bornemisza. Nel XVIII secolo entrò a far parte dei possedimenti dei Klobussicy/Klobušický. 
Il nome del villaggio deriva dalla parola tedesca Klause cioè “chiusa”.